# Vasile Sturza
Vasile Sturza (n. 13 martie 1953, satul Căbăiești, raionul Călărași) este un jurist și diplomat din Republica Moldova, care a îndeplinit funcția de ministru al justiției (5 aprilie 1994 - 21 mai 1998).
Ulterior, el a îndeplinit misiunea de Ambasador Extraordinar și Plenipotențiar al Republicii Moldova în Federația Rusă (2005-2008) .

## Biografie
Vasile Sturza s-a născut la data de 13 martie 1953, în satul Căbăiești din raionul Călărași. A absolvit Facultatea de Drept din cadrul Universității de Stat a Moldovei în 1977.
După absolvirea studiilor superioare, a lucrat ca inspector și procuror asistent în raionul Nisporeni (1977-1981), apoi procuror în Procuratura Republicană (1981-1985), procuror în raionul Rîbnița (1985-1988). Este promovat ca șef de departament la Procuratura Republicană (1988-1991) și viceprocuror general al Republicii Moldova (1991-1994).
Vasile Sturza a îndeplinit în perioada 5 aprilie 1994 - 21 mai 1998 funcția de ministru al justiției al Republicii Moldova. Apoi, pentru un an, revine în funcția de prim-viceprocuror general al Republicii Moldova.
În anul 2000, Vasile Sturza este numit în funcția de reprezentant al președintelui Republicii Moldova în procesul de negocieri pe problema transnistreană (funcție similară cu cea actuală de ministru al reintegrării). Între anii 2003-2005 este ambasador extraordinar și plenipotențiar în Republica Bulgaria, și prin cumul și în Republica Albania, Republica Macedonia, Serbia și Muntenegru.
La data de 7 septembrie 2005, Guvernul Republicii Moldova a adoptat o hotărâre prin care a acceptat numirea lui Vasile Sturza în funcția de Ambasador Extraordinar și Plenipotențiar al Republicii Moldova în Federația Rusă, rechemându-l concomitent din funcția de Ambasador Extraordinar și Plenipotențiar al Republicii Moldova în Republica Bulgaria, precum și din funcțiile deținute prin cumul .
Numirea sa prin decret prezidențial a avut loc la data de 23 septembrie 2005. El a preluat funcția de Ambasador la Moscova, după o vacanță de jumătate de an a funcției, ca urmare a alegerii lui Vladimir Țurcan ca deputat în Parlament, iar ulterior și președinte al Comisiei juridice pentru numiri și imunități. În paralel, el a îndeplinit prin cumul și misiunea de ambasador în Republica Kazahstan. A fost rechemat prin decret prezidențial din 26 septembrie 2008./6467-6467.html Președintele Vladimir Voronin a semnat decretul de rechemare a lui Vasile Sturza din postul de ambasador al Republicii Moldova la Moscova Interlic, 26 septembrie 2008 - Președintele Vladimir Voronin a semnat decretul de rechemare a lui Vasile Sturza din postul de ambasador al Republicii Moldova la Moscova]</ref>.
Vasile Sturza este căsătorit și are un fiu și o fiică.
Din 9 aprilie 2012 este numit în funcția de consilier al Președintelui Republicii Moldova în domeniul reintegrării.

## Legpturi externe
- Biografia sa pe situl Ambasadei Republicii Moldova la Moscova, accesat la 15 august 2008